# Club Deportivo Agoncillo
El Club Deportivo Agoncillo es un club de fútbol fundado en agosto de 1981 de la localidad de Agoncillo (La Rioja, España) y que juega actualmente en el grupo XVI de la Tercera Federación tras su ascenso en la temporada 2023-24.

## Historia
El Club Deportivo Agoncillo fue fundado en el verano de 1981, por iniciativa de un grupo de personas de la localidad, siendo su primera equipación camiseta amarilla, pantalón negro, y medias a franjas amarillas y negras. Tras competir una temporada en un torneo de veteranos celebrado en Logroño pasa a federarse en la desaparecida Federación navarro-riojana de fútbol.
Compitió en categorías regionales hasta que en la temporada 1998-99 consiguió el ascenso a a Tercera División, categoría en la que militarían durante tres temporadas, descendiendo en 2002. Tras una temporada en Regional Preferente regresó a Tercera División, donde pese a ser terminar como colista no descendió al producirse la separación de la Federación Navarra de Fútbol y la Federación Riojana de Fútbol.
Desde la temporada 2003-04 el Agoncillo se ha convertido en un clásico de la Tercera División, ya con la equipación de camiseta azul claro, pantalón y medias negras. En verano de 2007 la empresa alemana Würth, asentada en el polígono industrial de "El Sequero" de Agoncillo, pasó a patrocinar al equipo y ayudó a conseguir el mejor puesto, 5.ª posición, quedándose a un paso de la promoción a Segunda División B.
En verano de 2014, ya sin el proticinio de Würth, el club firmó un convenio de un año con la U. D. Logroñés que permitía al equipo de Logroño entrenar una vez a la semana en San Roque, disponer de la primera plantilla avionera para disputar amistosos y tener preferencia a la hora de fichar jugadores pertenecientes al C. D. Agoncillo. Gracias a dicho acuerdo la U. D. Logroñés pudo fichar a Jordan Gaspar, quien unos meses más tarde ficharía por el Real Madrid Castilla.
En la temporada 2018-19 el equipo tras una mala planificación y una falta evidente de competitividad, quedó en 19.ª posición lo que supuso su descenso a Regional Preferente. 
A la temporada siguiente, la 2019-20, el club realizó un lavado de cara en la plantilla, sustituyendo a la gran mayoría de los jugadores. La dinámica del equipo cambió por completo, logrando el ascenso a Tercera División tras quedar en segunda posición, solo por detrás del Racing Rioja. 
A su vez, en la temporada 2019-20 la presidencia pasó a manos de Santiago de la Concepción, relevando a José Royo en el puesto.
En el verano de 2020, el club firmó un acuerdo de colaboración con el Osasuna por dos años. La firma de este acuerdo se realizó en el estadio El Sadar, al cual se desplazo una comitiva del club formada por directivos y el presidente.
Tras un periplo de un año en Regional, el equipo ascendió como segundo clasificado a Tercera División. En esa temporada 2019-20, antes del parón derivado de la pandemia del Covid y posterior suspensión de la liga, el equipo perdió el liderato en el último partido tras perder por 1-2 ante el San Marcial, lo que supuso que se quedase sin posibilidad de disputar la fase previa de la Copa del Rey que quedó en manos del Racing Rioja.
De cara a la temporada 2020-21, una liga donde descendían 6 equipos de 22 participantes, el equipo mantuvo gran parte de su bloque y logró mantenerse en la última jornada. Ese ansiado logro, llegó tras una victoria por alineación indebida del Calasancio y que avocó al Tedeón al descenso.
En la temporada 2021-22 el equipo realizó una gran renovación en la plantilla. En primer lugar fichó al entrenador Eduardo Hache, del River Ebro e incorporó a muchos jugadores jóvenes.
En julio de 2022, el club firmó un acuerdo de filialidad con la U. D. Logroñés, pasando a ser el tercer equipo en la estructura de este club. Este acuerdo de filialidad desencadenó el descenso del club a Regional Preferente, pese a haber consiguido la mejor clasificación de su historia, el tercer puesto en Tercera Federación. El descenso se debió a que el segundo filial, la U. D. Logroñés "B" descendió a Tercera Federación.
Sólo pasó una temporada en Regional Preferente, al lograr el ascenso acabando en 2.ª posición. Desde entonces ha permanecido en Tercera Federación.

## Uniforme
- Primera equipación: Camiseta azul, pantalón negro y medias negras.
- Segunda equipación: Camiseta rosa, pantalón rosa y medias blancas.

## Estadio
El Agoncillo disputa sus partidos en el campo municipal de San Roque, que cuenta con una capacidad de 2.000 espectadores, quedando una de las tribunas laterales y el fondo norte cubiertos por un techo. El estadio se sitúa junto al polideportivo, y en uno de sus laterales, tiene un campo de fútbol sala de cemento y sin cubrir en uno de sus laterales.
Ha sido modificado varias veces, entre las que destacan, cambios en las porterías, en los banquillos (se cambiaron de lado), instalación de baños, almacén, bar, modificación de las vallas que delimitan el campo, etc.
En el verano de 2020, se produjeron varios cambios en las instalaciones. Uno de ellos fue la sustitución de las torres de luz, con el fin de poder aprovechar el campo en horas nocturnas o en situaciones con poca luminosidad y otro de los cambios fue la incorporación de butacas en varias zonas de las gradas. Estas butacas fueron cedidas por el Osasuna tras la remodelación del Estadio El Sadar.
A finales de noviembre de 2023 el Ayuntamiento de Agoncillo aprobó la remodelación total de la grada lateral del C.M.de San Roque. Está obra presupuestada en más de 1.100.000€ tiene prevista la creación de una nueva grada, vestuarios, sala de prensa, fisioterapia, bar, almacén, taquillas, etc. La grada llevará el nombre de Santiago de la Concepción, quién falleciese en septiembre de 2023 tras una larga enfermedad. Santiago fue uno de los fundadores del club y toda su vida estuvo ligada al equipo. De hecho, fue fundador, jugador, directivo y presidente. Durante el transcurso de la temporada 2024-25, a pesar de que la grada todavía no estaba inaugurada oficialmente, los aficionados pudieron utilizarla tras un partido amistoso ante el C. D. Peña Azagresa, en enero de 2025. Este partido se saldó con una victoria local por 5-2.

## Palmarés
| Competición regional                  | Títulos  | Subcampeonatos                           |
| ------------------------------------- | -------- | ---------------------------------------- |
| Regional Preferente de La Rioja (0/4) |          | 1997-98, 2002-03, 2019-20, 2023-24 (G1). |
| Primera Regional de La Rioja (1/1)    | 1989-90. | 1986-87.                                 |

## Datos del club
- Temporadas en Primera División: 0
- Temporadas en Segunda División: 0
- Temporadas en Primera Federación: 0
- Temporadas en Segunda Federación: 0
- Temporadas en Tercera Federación / Tercera División: 24
- Mejor puesto en la liga: 3.º en Tercera Federación (temporada 2022-23)

## Trayectoria

### Histórico de temporadas
| Temporada | División             | Puesto |
| --------- | -------------------- | ------ |
| 1982-83   | 2.ª Regional Navarra | 10.º   |
| 1983-84   | 2.ª Regional Navarra | 7.º    |
| 1984-85   | 2.ª Regional Navarra | 8.º    |
| 1985-86   | 2.ª Regional Navarra | 4.º    |
| 1986-87   | 1.ª Regional         | 2.º    |
| 1987-88   | Preferente           | 12.º   |
| 1988-89   | Preferente           | 17.º   |
| 1989-90   | 1.ª Regional         | 1.º    |
| 1990-91   | Preferente           | 14.º   |
| 1991-92   | Preferente           | 13.º   |
| 1992-93   | Preferente           | 10.º   |
| 1993-94   | Preferente           | 16.º   |
| 1994-95   | Preferente           | 20.º   |
| 1995-96   | Preferente           | 10.º   |
| 1996-97   | Preferente           | 5.º    |

| Temporada | División        | Puesto |
| --------- | --------------- | ------ |
| 1997-98   | Preferente      | 2.º    |
| 1998-99   | Preferente      | 3.º    |
| 1999-00   | 3.ª (Grupo XV)  | 14.º   |
| 2000-01   | 3.ª (Grupo XV)  | 9.º    |
| 2001-02   | 3.ª (Grupo XV)  | 18.º   |
| 2002-03   | Preferente      | 2.º    |
| 2003-04   | 3.ª (Grupo XV)  | 20.º   |
| 2004-05   | 3.ª (Grupo XVb) | 9.º    |
| 2005-06   | 3.ª (Grupo XVb) | 12.º   |
| 2006-07   | 3.ª (Grupo XVI) | 8.º    |
| 2007-08   | 3.ª (Grupo XVI) | 5.º    |
| 2008-09   | 3.ª (Grupo XVI) | 9.º    |
| 2009-10   | 3.ª (Grupo XVI) | 10.º   |
| 2010-11   | 3.ª (Grupo XVI) | 16.º   |
| 2011-12   | 3.ª (Grupo XVI) | 14.º   |

| Temporada | División             | Puesto |
| --------- | -------------------- | ------ |
| 2012-13   | 3.ª (Grupo XVI)      | 11.º   |
| 2013-14   | 3.ª (Grupo XVI)      | 9.º    |
| 2014-15   | 3.ª (Grupo XVI)      | 8.º    |
| 2015-16   | 3.ª (Grupo XVI)      | 8.º    |
| 2016-17   | 3.ª (Grupo XVI)      | 9.º    |
| 2017-18   | 3.ª (Grupo XVI)      | 15.º   |
| 2018-19   | 3.ª (Grupo XVI)      | 19.º   |
| 2019-20   | Preferente           | 2.º    |
| 2020-21   | 3.ª (Grupo XVI)      | 16.º   |
| 2021-22   | 3.ª RFEF (Grupo XVI) | 9.º    |
| 2022-23   | 3.ª Fed. (Grupo XVI) | 3.º    |
| 2023-24   | Preferente (G1)      | 2.º    |
| 2024-25   | 3.ª Fed. (Grupo XVI) | 10.º   |
| 2025-26   | 3.ª Fed. (Grupo XVI) |        |

LEYENDA
```
 :Ascenso de categoría

 :Descenso de categoría
```

1. ↑  En la temporada 2003-04 no descendió al crearse un grupo propio de Tercera División para la Federación Riojana de Fútbol y abandonar el grupo compartido con la Federación Navarra de Fútbol.
2. ↑  En la temporada 2023-24 el equipo descendió a Regional Preferente pese a haber quedado tercero por el descenso de su club nodriza, la U. D. Logroñés "B" a Tercera Federación.

### Participaciones en playoffs de ascenso
| Temporada | Liga                | Ronda | Rival             | Ida | Vuelta | Global |  | Ascenso |
| --------- | ------------------- | ----- | ----------------- | --- | ------ | ------ |  | ------- |
| 1998-99   | Regional Preferente | Final | C. D. Peña Baztán | 1-1 | 4-0    | 1-5    |  |         |

## Categorías inferiores
Aunque a lo largo de su historia el club ha contado con diferentes equipos de cantera, en los últimos años no ha existido ningún equipo que forme parte de las categorías inferiores del Club Deportivo Agoncillo.
Ante esta situación, el club se encuentra convenido con otros equipos como la Asociación Deportiva Laurus y el Club Deportivo Bañuelos.